# Trambesòs
Trambesòs — трамвайна мережа в Каталонії, що сполучає барселонський район Сан-Марті з Бадалоною і Сант-Адріа-да-Базос.
Перша дистанція Trambesòs була відкрита 8 травня 2004 року як частина маршруту Т4, і з моменту відкриття вона зазнала кількох продовжень, останнє з яких відбулося 15 червня 2008 року, коли було створено маршрут Т6 між залізничним вокзалом Сант-Адріа-да-Базос та станцією метро Горг у Бадалоні.
Trambesòs є під орудою TramMet. Він доповнює Trambaix, що проходить на південний захід від міста. За плпном розвитку міста обидві мережі будуть з'єднані через Авінгуда Діагональ.

## Технічний опис
Мережа Trambesò налічує 37 станцій, лінія T4 (14 станцій), T5 (12 станцій) і T6 (11 станцій).
З них 9 мають пряму або у кроковій досяжності пересадку з мережею метрополітену.
20 станцій мають єдину платформу, спільну для обох напрямків, 3 мають подвійну платформу та 3 є підземними (дистанція під Гран-Віа).

### Рухомий склад
Вагони, що курсують по лініям «Trambaix» та Trambesòs — Alstom Citadis 302 , у лівреї «Барселона» (бірюзовий і білий).
Серія 302 відрізняється тим, що складається з 5 модулів і 3 візків.
Легкий кузов (алюмінієвий зі сталевою арматурою), з низькою підлогою (35 см над землею), електричною та модульною тягою, з двома кабінами водіння.
Кожен блок має 32 м і ширину 2,65 м.
Серед інших зручностей у них є камери відеоспостереження, кондиціонер, сигналізація, телеіндикатори, 64 місця для сидіння та місце для велосипедів.
Вагони були виготовлені на заводі «Alstom» в Санта-Парпетуа-да-Мугоза.
Мережу обслуговують 18 вагонів.

## Лінії
Т4

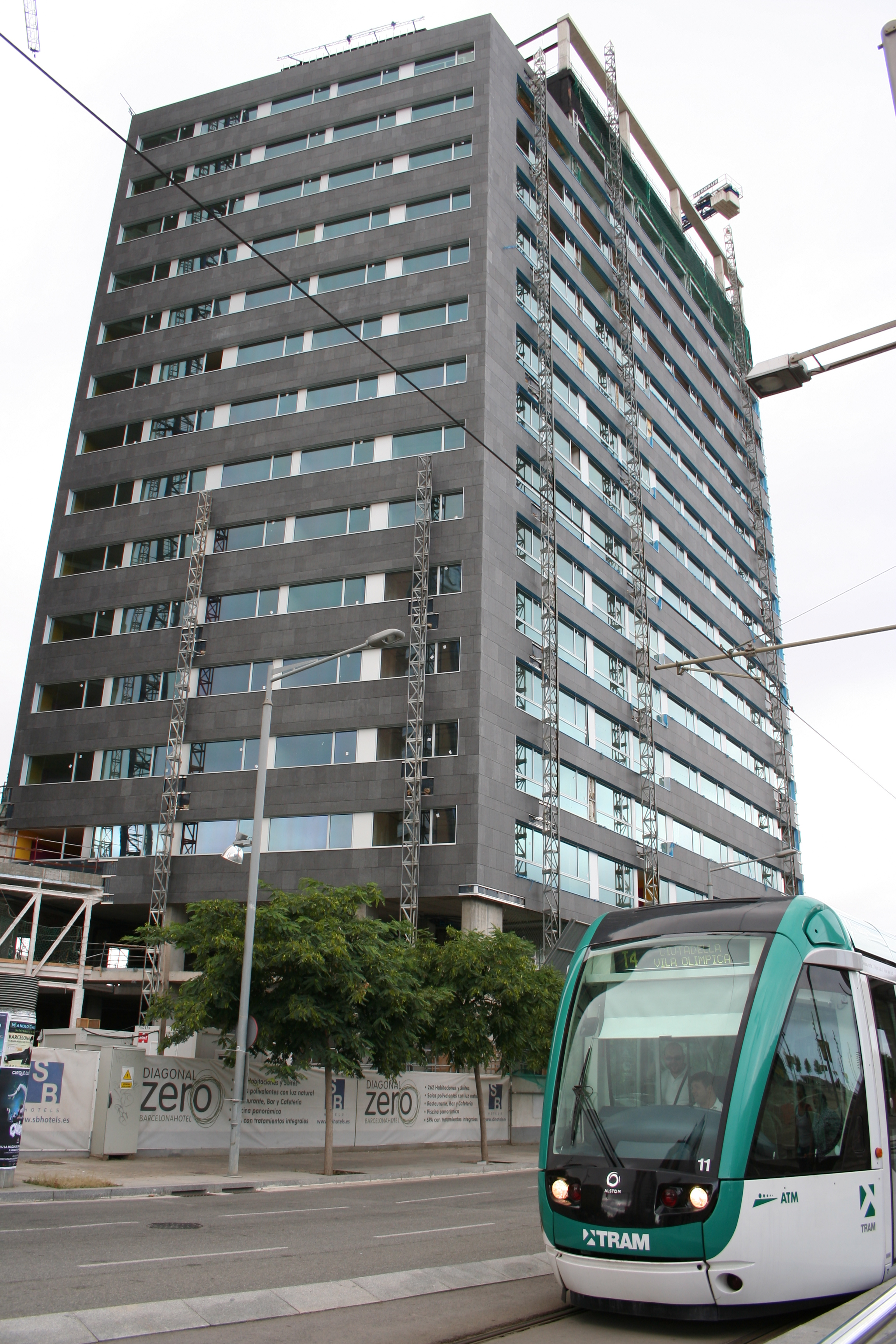
Trambesòs перед готелем Diagonal Zero

Лінія Т4 була першою, що була відкрита 8 травня 2004 року, у перший черзі було відкрито 13 станцій.
14 липня 2004 року було відкрито ІІ чергу з 4 станціями. Лінія має довжину 6,423 км, на станції Глоріес є пересадка на лінію T5.
Т5
Лінію урочисто відкрили 14 жовтня 2006 року.
Перша секція мала 16 станцій, усі в Барселоні між Глоріесом і Базосом, де можна пересісти на 4 лінію метро.
5 травня 2007 року було відкрито ІІ секцію з 4 станціями до Сан-Жуан-Баптіста і Сант-Адріа-да-Базос.
8 вересня 2007 року остання черга лінії була введена в експлуатацію. Лінія має довжину 7 км.
Т6
Лінія Т6 введена в експлуатацію в червні 2008 року. Довжина маршруту 4,485 м, має 14 станцій.